# Apodemia mormo langei
Apodemia mormo langei é uma borboleta em perigo da América do Norte. É uma subespécie da Apodemia Mormo e pertence à família Riodinidae. A borboleta é endémica da Califórnia, onde é conhecida a partir de uma tira de margens de rios na Área da Baía de São Francisco. Uma contagem de 2008 estimou o total restante da população em 131 indivíduos. Desde 2011, esse número caiu para cerca de 25-30.